# Lysiteles ambrosii
Lysiteles ambrosii là một loài nhện trong họ Thomisidae.
Loài này thuộc chi Lysiteles. Lysiteles ambrosii được Hirotsugu Ono miêu tả năm 2001.